# Guerrino Boatto
Guerrino Boatto (né à Codroipo le 5 mars 1946 et décédé à Venise le 22 avril 2018) est un illustrateur et peintre italien relevant de l'hyperréalisme, spécialiste de l'aérographe et la peinture au pistolet.

## Jeunesse
Boatto est né à Codroipo, Udine en Italie, son père est ingénieur ferroviaire. En 1949, sa famille s'installe à Venise, où il étudie plus tard l'art au Liceo Artistico Statale « Michelangelo Guggenheim » jusqu'en 1969 et le design industriel à l'Université de Venise IUAV jusqu'en 1971. Son oncle, Louis Bosa (frère aîné de sa mère), lui-même artiste ayant exposé au Metropolitan Museum of Art - New York et au Whitney Museum of American Art - New York entre autres, a encouragé sa famille à laisser Boatto de poursuivre une carrière dans la peinture.

## Carrière
Guerrino Boatto a commencé sa carrière en tant que directeur artistique dans une agence de publicité, avant de partir pour les États-Unis, à San Francisco pour étudier à l'Academy of Art University[Pas dans la source]. Après avoir obtenu son diplôme, il refuse un poste d'enseignant pour retourner à Venise et commencer une nouvelle carrière de peintre. Au début, il peint des panneaux publicitaires.
Au cours de sa carrière d'illustrateur, il crée des œuvres pour plusieurs sociétés dont Barilla, Coca-Cola, Fiat, Ford, IBM, Levi's, Volkswagen, Zanussi, Lamborghini, Mercedes-Benz, Nestlé, Pirelli, Sony et Swatch. 
Guerrino Boatto était représenté par Hilary Bradford et Ass. en Italie, Margarethe Hubauer en Allemagne et ICO HQ Publishing House (Japon) ICO HQ au Japon. 
En 2000, Boatto s'est vu décerner le Gold Award de design et d'illustration à Venise, par le recteur de son ancienne école d'art, le Liceo Artistico Statale « Michelangelo Guggenheim ».

## Style
Pendant la majeure partie de sa carrière, Boatto a travaillé principalement avec l'aérographe, finissant avec des pastels, des marqueurs ou de l'encre à l'huile. Il a abandonné les commandes commerciales à l'aérographe au profit d'œuvres plus artistiques. Son travail d'illustration est généralement considéré comme étant dans le style hyperréaliste. 
En 2009, le travail de Boatto est apparu en couverture du magazine Aero Art Action. 
Il cite notamment Walt Disney comme influence. 
Alors qu'il vit et travaille à Venise, une maladie évolutive ralentit ses activités à partir de 1998. Il décède le 22 avril 2018, à l'hôpital de Venise, assisté de son fils adoptif.

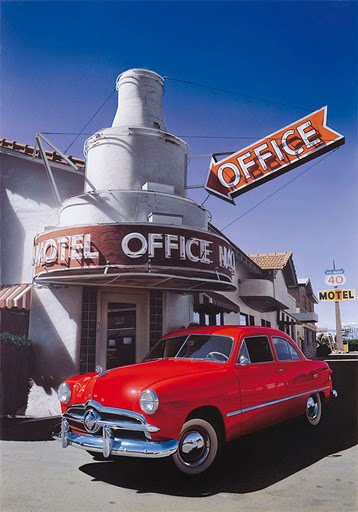
Motel Office, Acrylique sur panneau, 1987, 100 × 70 cm.
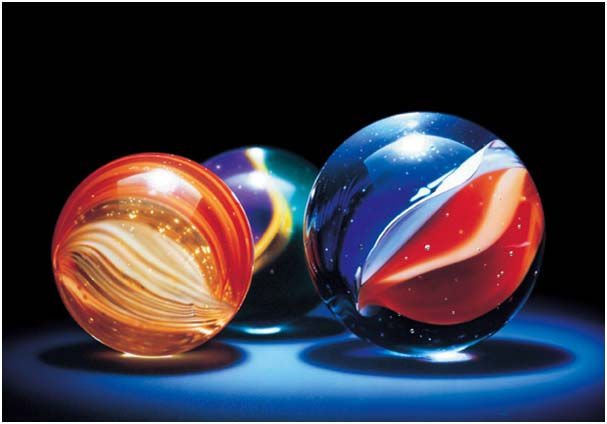
Marbles ([Billes]), l'une des icônes de Boatto ; Acrylique sur panneau, 1985, 100 × 70 cm.
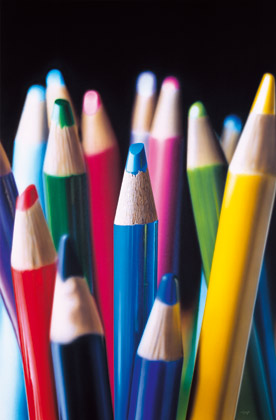
Crayons, une autre icône de G. Boatto ; Acrylique sur carton, 1989, 50 × 70 cm.
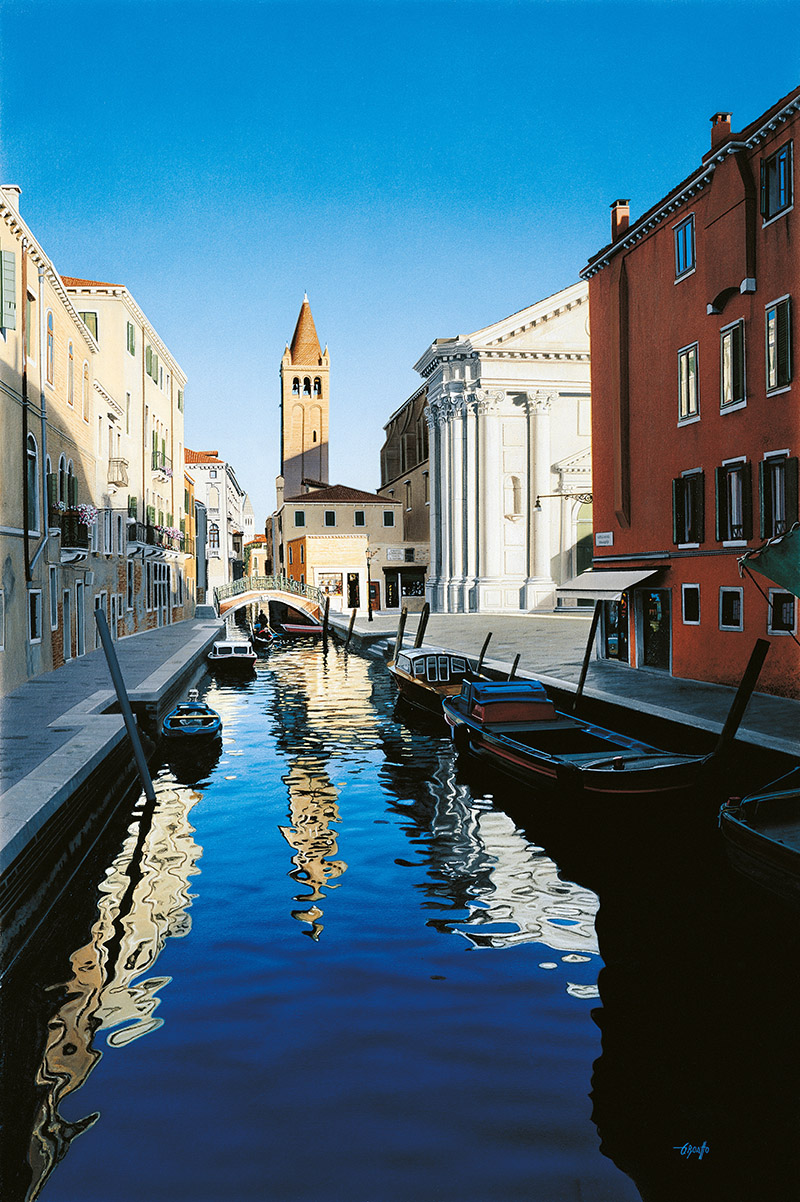
Une des œuvres de Boatto sur Venise : Église et canal de San Barnaba ; acrylique sur toile, 2004, 100 × 70 cm.

## Réalisations pour la publicité
- Publicité pour Golia, 1986[11]

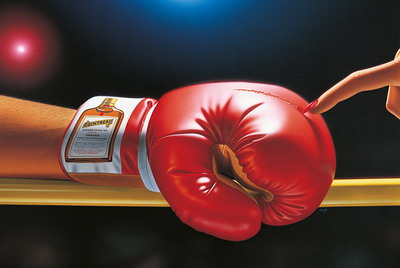
Publicité pour Cointreau Italia, 1987
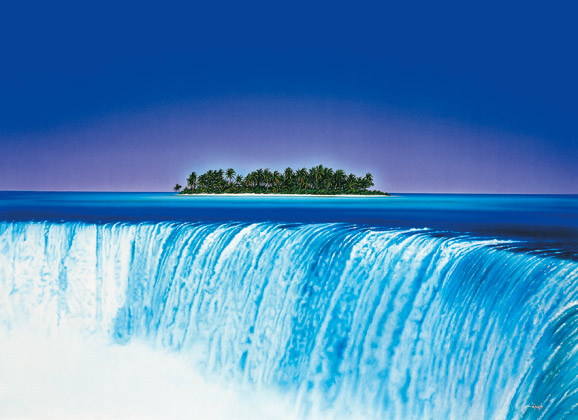
Illustration pour l'UNICEF, 1990[11].